# المرأة الدينارية
المرأة الدينارية صحابية جليلة ذكر لها موقف عظيم جداً تدل على قوة صبرها وإيمانها بقضاء الله وقدره وشدة حبها وخوفها على رسول الله صلى الله عليه وسلم 

## قصة المرأة الدينارية رضي الله عنها[1]
- قال سعد بن أبي وقّاص رضي الله عنه مرَّ رسول الله -صلى الله عليه وسلم- بامرأة من بني دينار، وقد أُصيب زوجها وأخوها وأبوها مع رسول الله -صلى الله عليه وسلم- بأحد، فلمّا نُعوا لها قالت فما فعل رسولُ الله صلى الله عليه وسلم؟ قالوا خيرا يا أمّ فلان! هو بحمد الله كما تحبّين، قالت أَرُونيه حتّى انظر إليه، فأُشير لها إليه، حتَّى إذا رأته؛ قالت: كلّ مصيبة بعدك جلل.
- وفي رواية أخرى أن امرأة من بني دينار جاءت راكبة على حمار لها، فجاءها الناس يعزونها، قالوا لها: احتسبي أخاك، قالت: إنا لله وإنا إليه راجعون، ما فعل رسول الله؟ قالوا: احتسبي زوجك، قالت: إنا لله وإنا إليه راجعون، ما فعل رسول الله؟ قالوا لها: احتسبي والدك، قالت: إنا لله وإنا إليه راجعون، ما فعل رسول الله؟ قالوا: هو حي يرزق لم يصب بأذى، قالت: أروني إياه، فذهبوا بها فأروها إياه، قالوا: هذا هو رسول الله، حتى إذا رأته قالت: كل مصيبة بعدك جلل[3]